# Whispering Pines (Karolina Północna)
Whispering Pines – wieś w Stanach Zjednoczonych, w stanie Karolina Północna, w hrabstwie Moore.